# Quan Cảnh Lương

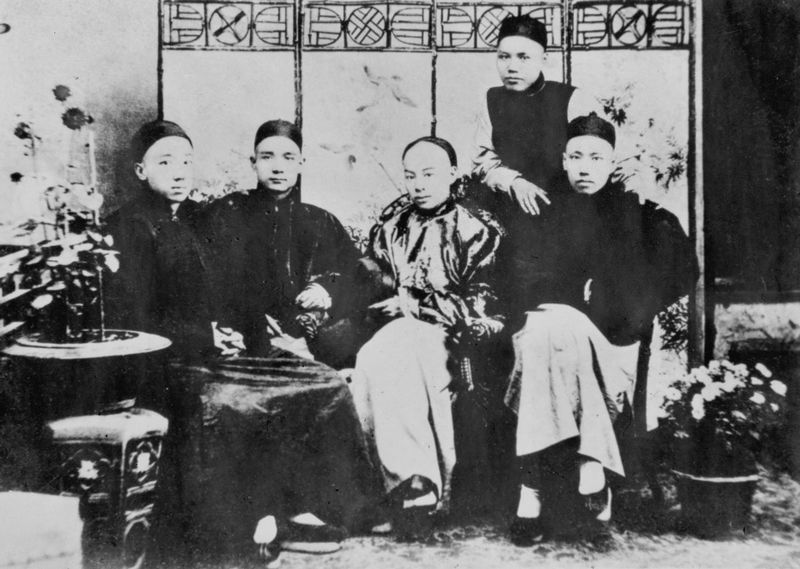
Quan Cảnh Lương (đứng) cùng với Tứ đại khấu (Tôn Trung Sơn, Trần Thiếu Bạch, Uông Liệt và Dương Hạc Linh). Một phiên bản khác của bức ảnh đã xóa hình Quan Cảnh Lương

Quan Cảnh Lương (tiếng Trung: 關景良; 1869 - 1945) là một nhà khoa học, một trong những người sáng lập Hiệp hội Y khoa Trung Quốc và Nhà vệ sinh Hồng Kông. Quan Cảnh Lương và Tứ đại khấu (Tôn Trung Sơn, Trần Thiếu Bạch, Uông Liệt và Dương Hạc Linh) là hàng xóm và bạn bè tốt của nhau, ngoài ra Quan Cảnh Lương quen biết mẹ Tôn Trung Sơn là một giáo viên. Cuộc hôn nhân của Quan Cảnh Lương được chứng kiến bởi Tôn Trung Sơn. Khi còn trẻ, ông thường cộng tác với Tứ đại khấu, nhưng bị cha mẹ phản đối kịch liệt, họ không muốn ông tham gia vào cuộc chiến chống nhà Thanh của Tôn Trung Sơn, chỉ để ông mở một cửa hàng cắt tóc.
Quan Cảnh Lương học tại Diocesan Boy's School, vào năm 1983, tốt nghiệp trường Đại học Y khoa, ông trở về làm việc tại Hồng Kông.
Cha của Quan Cảnh Lương là Guan Yoan Chang, mẹ của ông là Li Yamei, một người gốc Trung Quốc và nữ y tá đầu tiên của Hồng Kông. Chị dâu ông là Quan Song Thắng. Chị gái Yue Yueying, kết hôn với Rong Xingqiao.